# Phil Todd
Phil Todd (Borehamwood, 6 augustus 1956) is een Britse jazzmuzikant (saxofoon, klarinet, fluit) en bespeler van een Electronic Wind Instrument.

## Biografie
Todd leerde vanaf 12-jarige leeftijd saxofoon spelen en spoedig volgden de fluit en de klarinet. Al op 14-jarige leeftijd speelde hij in dansbands. Na een tweejarige muziekopleiding aan het Hitchin College studeerde hij aan het Trinity College of Music. Gelijktijdig behoorde hij van 1973 tot 1977 tot het National Youth Jazz Orchestra. Daarna werkte hij van 1979 tot 1982 met Jeff Clynes Turning Point, met Michael Garrick en het Cortege Ensemble van Mike Westbrook, voordat hij in 1982 lid werd van Nucleus (hij behoorde tot de band tot aan de ontbinding in 1989).
Van 1989 tot 1992 speelde hij bij Ian Carr. Op diens album Old Heartland (1988) was hij een van de hoofdsolisten en speelde hij solo op de sopraansaxofoon en de basklarinet. Vanaf 1990 behoorde hij ook tot het Mask Orchestra van Colin Towns en daarna tot de band van Guy Barker en bij Paul Hardcastle. Als studiomuzikant is hij te horen op albums van Roxy Music, Anne Dudley, Joni Mitchell, Westlife, James Morrison, Vanessa Mae en Will Young. Uitsluitend met elektronische blaasinstrumenten leverde hij een belangrijk aandeel aan de filmmuziek van Arachnophobia.